# Bilari
Bilari (hindi बिलारी) – miasto w północnych Indiach w stanie Uttar Pradesh, na Nizinie Hindustańskiej.
Populacja miasta w 2001 roku wynosiła 30 246 mieszkańców.